# 会津磐梯山 (民謡)
会津磐梯山（あいづばんだいさん）は、日本の福島県会津地域に伝えられる民謡。会津地域に伝わる「玄如節」が盆踊り節として転用されたものである。「エンヤー」という甲高い掛け声で知られている。郡上おどり、阿波おどりとともに、日本三大民踊の一つにも数えられる。

## 概要

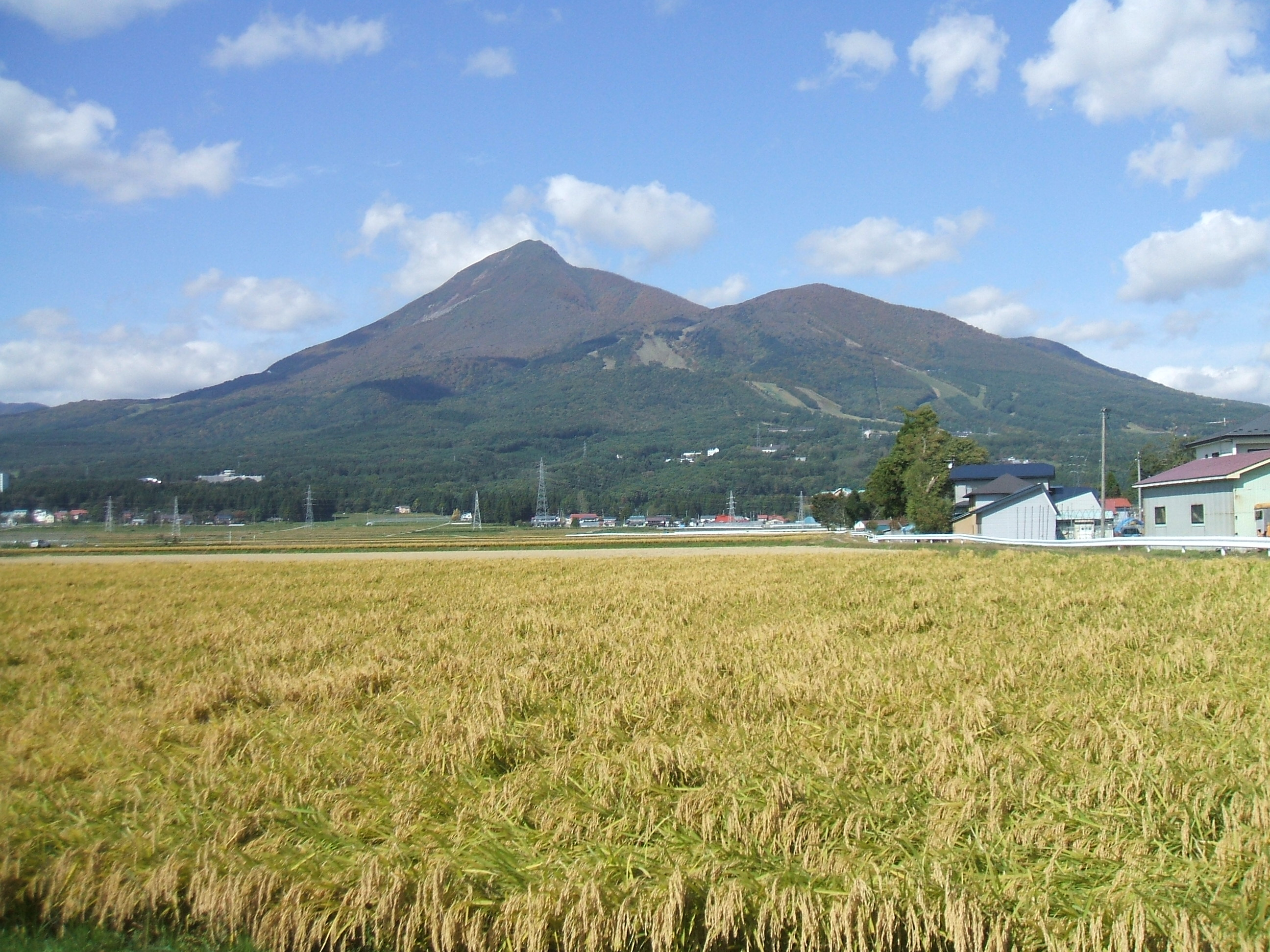
磐梯山

もとは七日町（現在の会津若松市七日町）の阿弥陀寺で唄い踊られていた「玄如節」である。源流は、新潟県西蒲原郡巻町の民謡「五ケ浜甚句」に遡るとされる。盆踊唄、会津甚句などとも呼ばれ、夏祭りや盆踊りの際に「気狂（かんしょ）踊り」とともに唄われる。
1934年（昭和9年）に小唄勝太郎が歌ったものが歌い出しをとって「会津磐梯山」と命名されて、ビクターレコードより発売され、全国的に広まった。三味線も付けられ、歌詞も長田幹彦によって整えられ、「エンヤー」という独特の掛け声も付けられた。
しかし、「勝太郎節」が俗謡風であったことに加え、元の歌詞と大きく異なる内容であったことから、地元では、「郷土芸術を冒涜するもの」として非難の声が上がり、山内磐水らによって、「気狂踊り」風の節回しが広まった。山内等が普及に努めたこの囃しは、本来の会津磐梯山に近い正当なものであることを示すために「正調」と冠して「正調会津磐梯山」と呼ばれている。
歌詞中には「小原庄助」なる人物が、「朝寝朝酒朝湯が大好きでそれで身上潰した」とあるが、モデルとなった人物については、諸説ありはっきりしない。会津若松市の秀安寺には戊辰戦争に会津方の一員として参加し、慶応4年9月5日（1868年10月20日）に戦死した「小原庄助」という人物の過去帳が残されているが、彼が歌詞のような人物であったかは定かではない。また、白河市の皇徳寺に小原庄助のモデルと伝えられる「会津塗師久五郎」（安政5年6月14日（1858年7月24日）没）の墓がある。久五郎は会津藩領大原新田村（現：猪苗代町）の人物で、大酒飲みであった。戦時中は「…何で身上興した　朝寝朝酒朝湯が大嫌い…」と変えられたともされる。元々の歌詞にはこのような囃しはなく、勝太郎のアイデアで挿入したものであり、会津の「酒好き」な人情を表したものともされる。当時は「身上しもうた」と囃したのだが、戦後は「身上潰した」と囃すことが多くなっている。勝太郎自身によって、ラジオで「私の会津磐梯山は地元のものとは違っていて、わかり易くするために私がアレンジをしたものです」と述べており、地元伝承のものとは異なる旨を明言している。
「正調会津磐梯山」は、162番まで存在するが、大半は内容を逸脱したものである。現在知られている勝太郎による歌は「会津磐梯山は宝の山よ」で始まるが、これは正調会津磐梯山の21番に当たる。
「宝の山」である磐梯山に「笹に黄金がまたなりさがる」瑞祥を賞賛するところから歌い出し、猪苗代湖、東山温泉、鶴ヶ城など「北は磐梯、南は湖水」の会津盆地を取り囲む会津の「緑の夏」をめぐり、飯盛山で花と散った「忠義一途の」白虎隊で締めている。
1953年に美空ひばり、1959年に三橋美智也『会津磐梯山／八戸小唄』、1960年に小林旭『アキラの会津磐梯山』、1971年に藤圭子『みちのく小唄／会津磐梯山』などシングルレコードにて発表している。
1973年公開のザ・ドリフターズ主演映画『チョットだけョ全員集合!!』ではドリフによる替え歌「ドリフの会津磐梯山」が挿入歌になっている。